# Santa Fe County
Santa Fe County je okres ve státě Nové Mexiko v USA. V r. 2015 zde žilo 148 686 obyvatel. Správním městem okresu a zároveň jeho největším městem je Santa Fe. Celková rozloha okresu činí 4 949 km². Okres vznikl v roce 1852.

## Sousední okresy
| Růžice kompasu | Los Alamos County | Rio Arriba County | Mora County       | Růžice kompasu |
| Růžice kompasu | Sandoval County   | Sever             | San Miguel County | Růžice kompasu |
| Růžice kompasu | Sandoval County   | Santa Fe County   | San Miguel County | Růžice kompasu |
| Růžice kompasu | Sandoval County   | Jih               | San Miguel County | Růžice kompasu |
| Růžice kompasu | Bernalillo County | Torrance County   |                   | Růžice kompasu |